# 우마이야 칼리파국의 인도 원정
우마이야 칼리파국의 인도 원정은 우마이야 칼리파국이 711년부터 776년까지 인도 아대륙에 감행한 일련의 원정을 말하는 것으로, 서기 8세기 전반에 인도 아대륙에서 우마이야 칼리파국과 인더스강 동쪽에 위치한 인도 왕국들 사이에 일련의 전투가 벌어졌고, 이후 711년에서 713년 사이에 우마이야 칼리파국이 신드를 정복하면서 시작되었다.
라시둔 칼리파국 시대(632년 ~ 661년) 동안 인도에 대한 몇 차례의 공격이 있었지만 영구적인 정복은 이루어지지 않았다. 우마이야 칼리파국의 두 번째 군사적 확장은 서기 692년부터 718년까지 지속되었다. 알-왈리드 1세(705-715년)의 통치 기간에는 가장 극적인 정복이 이루어졌는데, 불과 10년 만에 북아프리카, 이베리아, 트란스옥시아나, 신드가 아랍인에 의해 정복되고 식민지화되었다. 브라만 왕조의 다히르 왕이 통치하던 신드는 우마이야 장군 무함마드 빈 카심에 의해 점령되었고, 칼리파국의 2급 속주(이클림)가되었으며 인도 원정에 적합한 거점이 되었지만, 715년 빈 카심이 떠난 후 그가 점령한 영토 대부분은 인도 왕들에게 다시 점령당했다.
야지드 2세(720~724년)는 인도를 포함한 모든 전쟁 전선을 따라 세 번째 정복을 시작했고, 그 결과 아랍과 만다야푸라의 프라티하라의 실루카(725~750년) 사이에 일련의 전투가 벌어졌다, 구르자라-프라티하라 왕조의 나가바타 1세, 마이트라카 왕조의 실라딧타 4세(710~740년), 찰루키아 왕조의 비크라마디티야 2세, 그리고 724~750년 사이의 다른 작은 인도 왕국들과 전투가 벌어졌다. 주나이드 이븐 압드 알라흐만 알무리(723~726년)는 신드를 탈환하고 구자라트와 라자스탄 일부를 정복했으며, 말와를 침공하여 승리를 거두었다.
네 번째 원정은 아랍인들이 신드의 통제권을 잃고 타밈 이븐 자이드 알우트비(726 - 731 CE)가 라자스탄과 구자라트의 영토를 정복한 후 시작되었다.  알하캄 이븐 아와나는 무하마드 이븐 카심의 아들인 아므르의 도움을 받아 신드를 평정하고 알 마후자와 알 만수라에 주둔 도시를 건설한 후 펀자브, 라자스탄, 구자라트에서 군사 작전을 펼쳤다. 카슈미르의 랄리타디티야 무크타피다와 카나우지의 야쇼바르만은 펀자브의 아랍인들을 견제했으며, 알하캄이 구자라트와 라자스탄 일부를 정복했지만 아랍인들은 기원 739년 나브사리에서 비크라마디티야 2세의 장군 아바니자나스라야 풀라케신에게 결정적인 패배를 당했다. 아랍인들은 서기 743년까지 라자스탄과 구자라트에서 정복지들을 잃었다. 이러한 사건은 제 10대 우마이야 칼리파인 히샴 이븐 압드 알말리크(기원전 691~743년) 치세에 일어났으며, 우마이야의 운명이 바뀌면서 결국 모든 전선에서 패배하고 아랍 팽창주의가 완전히 중단되었다. 서기 740년부터 750년까지 군사적 피로로 인한 공백기에는 일련의 내전 중 세 번째 내전이 발생하여 우마이야 칼리파국이 붕괴되었다.
아랍의 패배로 인도에서의 동쪽 확장은 끝났고, 이후 신드에서 아랍 통치자들이 전복되고 토착 무슬림 왕조(숨라와 삼마)가 세워졌다.